# Třída Bayraktar
Třída Bayraktar (česky doslova: vlajkonoš) je třída tankových výsadkových lodí tureckého námořnictva. Třídu tvoří dvě jednotky. Jejich hlavním úkolem je přeprava vojáků a materiálu, sekundárně mohou sloužit jako vlajkové lodě, k logistické podpoře, humanitárním misím, nebo při živelních pohromách.

## Stavba
Stavba dvou výsadkových lodí (s opcí na další dvě) byla objednána roku 2011 u turecké loděnice Anadolu, která zajišťuje návrh, stavbu a integraci systémů. Na programu stavby se podílí rovněž společnosti Havelsan (integrace bojového řídícího systému, software), Aselsan (elektronika, komunikační systémy) a ISBIR Elektrik (pohonný systém). Stavba prototypové jednotky byla zahájena v květnu 2014, přičemž dodání plavidla je plánováno na rok 2017.
Jednotky třídy Bayraktar:
| Jméno            | Spuštěna          | Vstup do služby | Status  |
| ---------------- | ----------------- | --------------- | ------- |
| Bayraktar (L402) | 3. října 2015     | 14. dubna 2017  | aktivní |
| Sancaktar (L403) | 17. července 2016 | 7. dubna 2018   | aktivní |

## Konstrukce

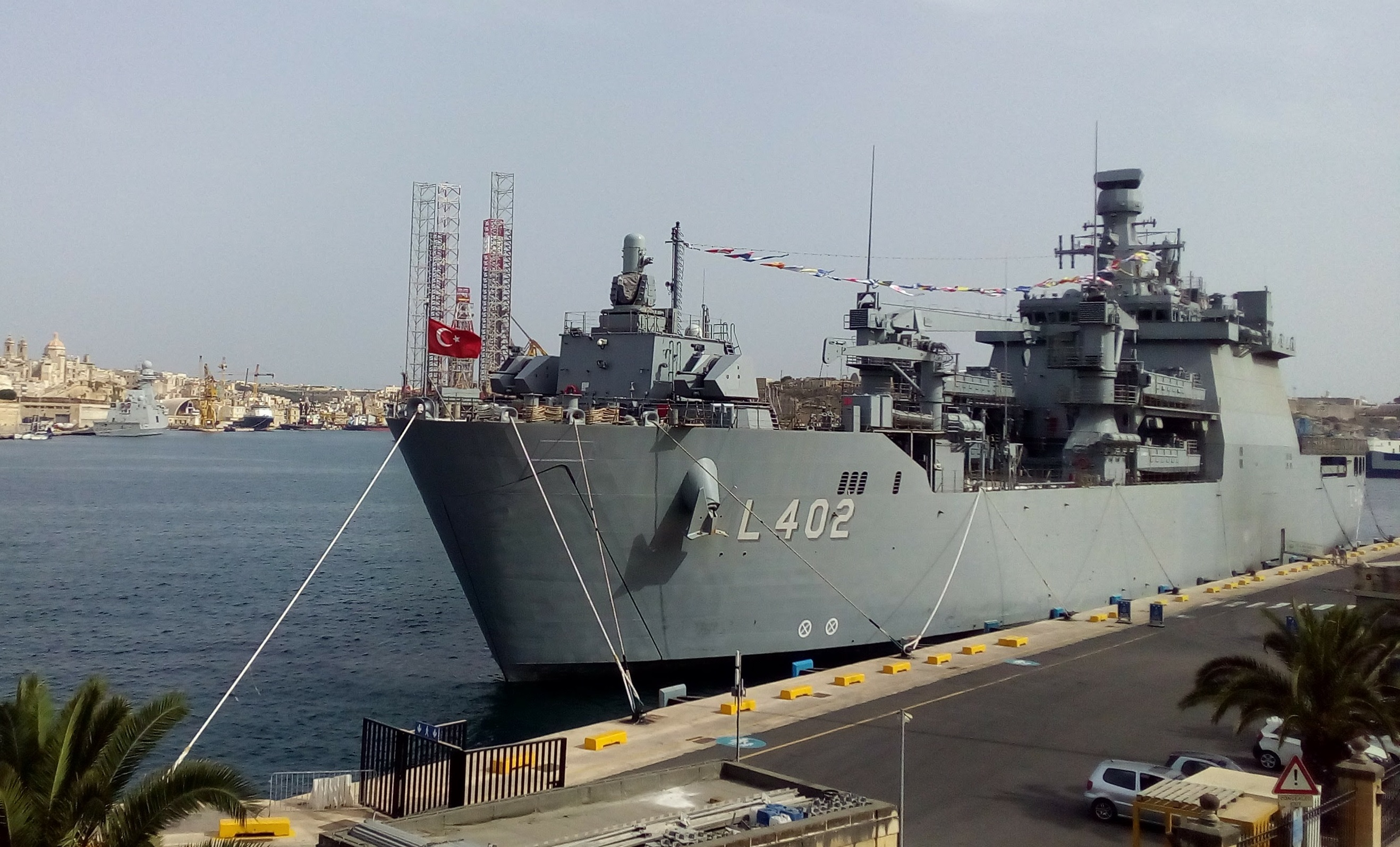
Bayraktar (L402)

Trup a nástavby jsou zhotoveny z oceli. Mohou nést až 1180 tun nákladu, nebo 370 vojáků a 18 hlavních bojových tanků, či 60 obrněných transportérů. K přepravě tanků na břeh slouží dva motorizované pontony, které jsou zavěšeny na bocích. Pěchotu přepravují menší vyloďovací čluny LCVP. Plavidla jsou také vybavena palubní nemocnicí. Elektroniku tvoří 3D vyhledávací radar Smart Mk 2, systém řízení palby AselFLIR 300D a protitorpédový systém. Vše je integrováno v palubním bojovém řídícím systému Genesis. Relativně silnou výzbroj tvoří dva 40mm kanónové komplety OTO Melara Fast Forty, dva 20mm hlavňové systémy blízké obrany Mk 15 Phalanx Block 1B a dva 12,7mm kulomety v dálkově ovládaných zbraňových stanicích ASELSAN STAMP. Pohonný systém tvoří čtyři diesely, každý o výkonu 2880 kW, pohánějící dva lodní šrouby se stavitelnými lopatkami. Plavidla jsou vybavena příďovým dokormidlovacím zařízením o výkonu 500 kW. Nejvyšší rychlost při plném zatížení přesáhne 18 uzlů. Dosah je 5000 námořních mil.